# Conops santaroi
Conops santaroi är en tvåvingeart som beskrevs av Ouchi 1939. Conops santaroi ingår i släktet Conops och familjen stekelflugor. Inga underarter finns listade i Catalogue of Life.